# Silo alupkensis
Silo alupkensis är en nattsländeart som beskrevs av Martynov 1917. Silo alupkensis ingår i släktet Silo och familjen grusrörsnattsländor. Inga underarter finns listade i Catalogue of Life.